# Elmer Schoettle
Elmer Schoettle (* 16. Juli 1910; † 11. September 1973) war ein US-amerikanischer Pianist, Komponist, Musikpädagoge und -wissenschaftler.

## Leben
Schoettle wuchs in einer musikalischen Familie auf. Sein Vater war Professor und Leiter der Musikschule der University of Minnesota. Schon um 1920 trat er mit seiner drei Jahre jüngeren Schwester Louise als Klavierduo auf. Er studierte am Peabody College und an der Eastman School of Music. Zu seinen Lehrern zählten Glenn Dillard, Leo Sowerby, E. Robert Schmitz, Wallingford Riegger, Nadia Boulanger, Walter Piston und Howard Hanson.
Als Pianist trat Schoettle u. a. unter der Leitung von Eugene Goossens, John Barbirolli und Darius Milhaud auf. Mit Mary Phillips Street, die er 1949 heiratete, bildete er ein Klavierduo. Ab 1951 war er Professor für Musik an der University of Houston. Unter anderem war dort der Pianist Yvar Mikhashoff sein Schüler. Als Komponist trat er mit Klavierwerken, mit Kammermusik und auch mit Orchesterwerken hervor. Die Texas Federation of Music Clubs zeichnete ihn mit einem Ersten Preis für Komposition aus.

## Werke
- Concerto for two pianos and orchestra (1952)
- Gavotte für Klavier
- Trio für Violine, Cello und Klavier (1962)
- High Flight, Lied für Tenor, Klarinette und Klavier nach einem Gedicht von John Gillespie Magee
- Quartet für Oboe, Violine, Viola und Cello (1966)
- Of Himself, Lied
- Fear of the Lord für Chor und Orgel
- Amores (I–IV) (1960)
- Fantasy for Strings (1964)